# Platygyra pini
Espèce
Statut CITES
Platygyra pini est une espèce de coraux appartenant à la famille des Merulinidae ou la famille Faviidae.